# CeCe Peniston
CeCe Peniston (bürgerlich Cecelia Veronica Peniston, * 6. September 1969 in Dayton, Ohio) ist eine US-amerikanische Sängerin. 

## Leben und Wirken
Bekannt wurde sie Ende 1991 durch den Dance-Titel Finally, der sich in vielen Staaten in den Top 20 der Single-Charts platzieren konnte (u. a. Deutschland Platz 16, Schweiz Platz 12, Österreich Platz 9). Andere Charterfolge waren We Got a Love Thang und Keep on Walkin’ im Jahr 1992. 
Die Single Somebody Else’s Guy, eine Coverversion des 1984er Hits von Jocelyn Brown, platzierte sich 1998 in den UK-Top-20. 
Seit 2005 arbeitet Peniston als Schauspielerin.

## Diskografie

### Alben
- 1992: Finally
- 1994: Thought ’Ya Knew
- 1996: I’m Movin’ On

### Kompilationen
- 1992: Finally / We Got a Love Thang (Remix Collection)
- 1994: Remix Collection
- 1998: The Best Of
- 1999: Essential
- 2000: Winning Combinations (CeCe Peniston / Vesta Williams)
- 2001: The Best of Ce Ce Peniston
- 2010: Divas of Disco – Live (mit Thelma Houston, Linda Clifford, A Taste of Honey & France Joli)

### Singles und EPs
- 1991: Finally
- 1991: I Like It (& Overweight Pooch)
- 1992: We Got a Love Thang
- 1992: Keep on Walkin’
- 1992: Crazy Love
- 1992: Inside That I Cried
- 1993: I’m in the Mood
- 1993: Searchin’ (12inch Promo)
- 1994: Keep Givin’ Me Your Love
- 1994: I’m Not Over You
- 1994: Hit by Love
- 1996: Movin’ On
- 1996: Before I Lay (You Drive Me Crazy)
- 1997: Somebody Else’s Guy
- 1998: Nobody Else
- 2000: My Boo (The Things You Do)
- 2000: He Loves Me 2
- 2001: Reminiscin (Saison feat. Ce Ce Peniston)
- 2001: Lifetime to Love
- 2003: For My Baby (Full Flava feat. Ce Ce Peniston)
- 2004: Eternal Lover
- 2005: Deeper Love (David Longoria feat. Ce Ce Peniston)
- 2006: You Are the Universe (Full Flava feat. Ce Ce Peniston)
- 2007: I’m Feelin’ U
- 2007: Shame Shame Shame (Club Mixes) (Soul Shakers feat. Ce Ce Peniston)
- 2007: Still I (4 MP3-Files)
- 2008: Ce Ce Peniston (EP mit 3 Live-Tracks, inkl. Keep on Walkin’, Last Dance, Finally)
- 2009: Above Horizons
- 2010: In Love with a DJ (& Ron Carroll)
- 2011: Stoopid!
- 2011: Keep on Flossing (& L. C.)